# Pulojaya
Pulojaya is een bestuurslaag in het regentschap Karawang van de provincie West-Java, Indonesië. Pulojaya telt 6681 inwoners (volkstelling 2010).